# Get Lucky (Mark Knopfler)
Get Lucky is het zesde solo-album van Mark Knopfler. Na afloop van de Kill To Get Crimson-tour, welke in de lente en zomer van 2008 gehouden werd, wilde Knopfler zo snel mogelijk de studio in om zijn volgende album te realiseren. Het album is opgenomen in zijn eigen British Grove Studios in Londen
Knopfler startte in 2010 een tour door Europa en Noord-Amerika ter promotie van het album Get Lucky.

## Inhoud
1. Border Reiver (4:37)
2. Hard Shoulder (4:36)
3. You Can’t Beat The House (3:25)
4. Before Gas & TV (5:51)
5. Monteleone (3:37)
6. Cleaning My Gun (4:44)
7. The Car Was The One (4:02)
8. Remembrance Day (5:03)
9. Get Lucky (4:36)
10. So Far From The Clyde (6:01)
11. Piper To The End (6:18)

## Muzikanten
- Mark Knopfler
- Guy Fletcher
- Richard Bennett
- Matt Rollings
- Glenn Worf
- Danny Cummings

Gastmuzikanten
- John McCusker
- Phil Cunningham
- Michael McGoldrick

## Hitnotering
| "Get Lucky" in de Nederlandse Album Top 100 - binnen: 19-09-2009 | "Get Lucky" in de Nederlandse Album Top 100 - binnen: 19-09-2009 | "Get Lucky" in de Nederlandse Album Top 100 - binnen: 19-09-2009 | "Get Lucky" in de Nederlandse Album Top 100 - binnen: 19-09-2009 | "Get Lucky" in de Nederlandse Album Top 100 - binnen: 19-09-2009 | "Get Lucky" in de Nederlandse Album Top 100 - binnen: 19-09-2009 | "Get Lucky" in de Nederlandse Album Top 100 - binnen: 19-09-2009 | "Get Lucky" in de Nederlandse Album Top 100 - binnen: 19-09-2009 | "Get Lucky" in de Nederlandse Album Top 100 - binnen: 19-09-2009 | "Get Lucky" in de Nederlandse Album Top 100 - binnen: 19-09-2009 | "Get Lucky" in de Nederlandse Album Top 100 - binnen: 19-09-2009 | "Get Lucky" in de Nederlandse Album Top 100 - binnen: 19-09-2009 | "Get Lucky" in de Nederlandse Album Top 100 - binnen: 19-09-2009 | "Get Lucky" in de Nederlandse Album Top 100 - binnen: 19-09-2009 | "Get Lucky" in de Nederlandse Album Top 100 - binnen: 19-09-2009 | "Get Lucky" in de Nederlandse Album Top 100 - binnen: 19-09-2009 | "Get Lucky" in de Nederlandse Album Top 100 - binnen: 19-09-2009 | "Get Lucky" in de Nederlandse Album Top 100 - binnen: 19-09-2009 | "Get Lucky" in de Nederlandse Album Top 100 - binnen: 19-09-2009 | "Get Lucky" in de Nederlandse Album Top 100 - binnen: 19-09-2009 | "Get Lucky" in de Nederlandse Album Top 100 - binnen: 19-09-2009 | "Get Lucky" in de Nederlandse Album Top 100 - binnen: 19-09-2009 | "Get Lucky" in de Nederlandse Album Top 100 - binnen: 19-09-2009 | "Get Lucky" in de Nederlandse Album Top 100 - binnen: 19-09-2009 |
| Week                                                             | 01                                                               | 02                                                               | 03                                                               | 04                                                               | 05                                                               | 06                                                               | 07                                                               | 08                                                               | 09                                                               | 10                                                               | 11                                                               | 12                                                               | 13                                                               | 14                                                               | 15                                                               | 16                                                               | 17                                                               | 18                                                               | 19                                                               | 20                                                               |                                                                  | 21                                                               |                                                                  |
| ---------------------------------------------------------------- | ---------------------------------------------------------------- | ---------------------------------------------------------------- | ---------------------------------------------------------------- | ---------------------------------------------------------------- | ---------------------------------------------------------------- | ---------------------------------------------------------------- | ---------------------------------------------------------------- | ---------------------------------------------------------------- | ---------------------------------------------------------------- | ---------------------------------------------------------------- | ---------------------------------------------------------------- | ---------------------------------------------------------------- | ---------------------------------------------------------------- | ---------------------------------------------------------------- | ---------------------------------------------------------------- | ---------------------------------------------------------------- | ---------------------------------------------------------------- | ---------------------------------------------------------------- | ---------------------------------------------------------------- | ---------------------------------------------------------------- | ---------------------------------------------------------------- | ---------------------------------------------------------------- | ---------------------------------------------------------------- |
| Nummer                                                           | 3                                                                | 7                                                                | 8                                                                | 12                                                               | 19                                                               | 25                                                               | 29                                                               | 29                                                               | 36                                                               | 50                                                               | 58                                                               | 62                                                               | 50                                                               | 48                                                               | 49                                                               | 55                                                               | 57                                                               | 80                                                               | 81                                                               | 88                                                               | uit                                                              | 100                                                              | uit                                                              |